# EKCO
EKCO war von 1922 bis 1960 ein britisches Unternehmen zur Herstellung elektronischer Erzeugnisse. Der Firmenname EKCO wurde als Akronym aus den Anfangsbuchstaben des Firmengründers Eric Kirkham Cole gebildet.

## Geschichte

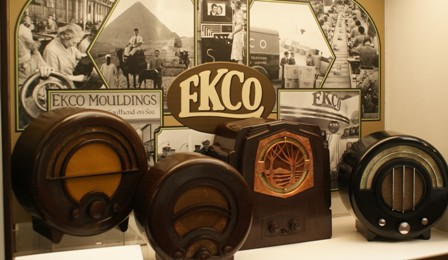
EKCO-Radios aus den 1930er-Jahren in damals typischem Design

Firmengründer Eric Kirkham Cole wurde am 4. Juli 1901 in Prittlewell bei Southend-on-Sea in der englischen Grafschaft Essex geboren. Aus bescheidenen Anfängen in einer Gartenlaube 1922 gründete er sein Unternehmen 1930 auf einem Acker an der Priory Crescent Straße in Southend-on-Sea, wo zuvor Kohl angebaut worden war.
In den 1920er- und 1930er-Jahren war die damals neue und moderne Hörfunktechnik ein Geschäftsfeld, auf das sich sein Unternehmen konzentrierte. In den folgenden Jahren entwickelte es sich schnell zu einer international bekannten Marke und wurde ein wichtiger Teil der britischen Elektronikindustrie.
Während des Zweiten Weltkriegs musste die Produktion schnell auf kriegswichtige Güter umgestellt werden. Dazu gehörten Funkgeräte, wie beispielsweise der Bordsender T1154 und der dazugehörige Bordempfänger R1155 für die Bomber der Royal Air Force sowie Radargeräte und elektronische Komponenten für die ersten Lenkflugkörper. Eric Cole persönlich beteiligte sich auch an der Entwicklung von Schaltungskomponenten, die für kryptanalytische Geräte benötigt wurden, mit deren Hilfe die deutsche Rotor-Chiffriermaschine „Enigma“ gebrochen werden konnte.
Die Beschäftigtenzahl wuchs auf über 8000 und EKCO wurde zum wichtigsten Arbeitgeber der Stadt. Im Dezember 1960 fusionierte EKCO mit Pye Ltd, das 1967 von Philips übernommen wurde. Auf dem ehemaligen Firmengelände befindet sich heute ein deutscher Supermarkt.
Eric Kirkham Cole wurde für seine Verdienste zum Commander des Order of the British Empire (CBE) erhoben. Er starb 1966.